# Turgescência

Diagrama ilustrativo.

Turgescência de volume, por osmose, de uma célula resultado de sua inserção em meio hipotônico. Isso acontece devido à tendência de igualar a concentração de sais entre o citoplasma e o meio externo. Neste caso, entra água (por impossibilidade de sair soluto). A célula formada chama-se célula túrgida.
A pressão de turgescência é a pressão exercida nas membranas celulares  no decorrer da osmose. Esta pressão é contrabalançada pela parede celular. Caso seja uma celula animal e não tenha parede celular pode ocorrer a lise celular. 
Numas células túrgidas, o conteúdo celular exerce uma grande pressão contra a parede celular que é equilibrada pela resistência da parede, não havendo assim alterações no volume dessas células. Essa pressão denomina-se pressão de turgência.